# Binaire semi-détachée
Pour les articles homonymes, voir Semi-détaché (homonymie).

Une étoile binaire semi-détachée.

En astronomie, une étoile binaire est dite binaire semi-détachée si l'une (et seulement une) de ses étoiles remplit son lobe de Roche. Il se produit alors un échange de matière de cette étoile vers l'autre. Cela a pour conséquence de modifier l'évolution du système. Dans la plupart des cas, cet échange de matière se traduit par un disque d'accrétion qui se forme autour de l'étoile receveuse. Ce genre de système est courant dans les novae, les supernovae de type Ia, ainsi que les binaires X et autres microquasars.
La classification des étoiles binaires en binaires détachées, semi-détachées et à contact a été proposée en 1955 par Zdeněk Kopal (1914-1993),,.